# 2012 v loďstvech
Tento článek obsahuje významné události v oblasti loďstev v roce 2012.

## Události

### Leden
13. ledna
- Italská luxusní výletní loď Costa Concordia ztroskotala poblíž ostrova Giglio u západního italského pobřeží. Přes 4000 lidí, nacházejících se v té době na palubě, muselo být evakuováno. Při ztroskotání lodi zemřelo nejméně šest osob, dalších 16 je pohřešováno.[1]

### Únor
Nejpozději 10. února
- Írán a Omán podepsaly dohodu o námořní spolupráci při udržování „míru a stability“ v regionu a zejména v Hormuzském průlivu.[2]

19. až 21. února
- Dvě íránské válečné lodě propluly suezským průplavem do Středozemního moře a 19. února zakotvily v syrském Tartúsu. Podle arabských londýnských novin Asharq Alawsat lodě rušily radiové frekvence povstalců. Ráno 21. února obě lodě vpluly zpět do suezského průplavu.[3]

24. února
- Polský premiér Donald Tusk oznámil ukončení financování projektu nových fregat třídy Gawron pro polské námořnictvo.[4]

### Březen
15. března (?)
- Francouzský ministr obrany Gérard Longuet prohlásil, že počet pirátských útoků u afrického západního pobřeží v roce 2011 prudce poklesl: z přibližně 700 útoků a 30 zajatých lodí v roce 2010 na asi 200 útoků a 13 zadržených lodí v roce 2011.[5]

19. až 23. března
- Společné cvičení HELANG LAUT 13B/12 brunejského a indonéského námořnictva.[6]

### Duben
14. dubna
- Asi deset plavidel jihokorejského námořnictva zahájilo pátrání po troskách severokorejské rakety, které po neúspěšném startu dopadly do vod Žlutého moře.[7]

18. dubna
- Asi 50 mil od pobřeží Tanzanie španělská fregata Infanta Elena obsadila piráty unesenou rybářskou loď. Zadržela sedm osob podezřelých z pirátství a osvobodila šest srílanských rybářů. Rybáři byli 21. dubna předáni tanzanským námořním silám, zatímco pravděpodobní piráti byli vysazeni na pobřeží Somálska.[8]

22. až 27. dubna
- Společné námořní cvičení námořnictva ruského a čínského ve Žlutém moři. Společným jazykem obou stran je ruština.[9]

27. dubna
- USNS Spearhead, první z deseti amerických rychlých katamaranů třídy Spearhead, v mexickém zálivu úspěšně dokončil námořní zkoušky.[10]

### Květen
23. května
- Na palubě ponorky USS Miami (SSN-755) (třída Los Angeles) vypukl požár. Sedm mužů bylo zraněno a ponorka, která tou dobou procházela údržbou v suchém doku, byla vážně poškozena.[11]

29. května
- Keňské námořnictvo poprvé ostřelovalo somálské přístavní město Kismaayo.[12]

### Červen
6. června
- Na letadlové lodi USS George H. W. Bush (CVN-77), kotvící v Norfolku, vypukl požár v jedné z kajut. Způsobil minimální škody a byl následovně uhašen beze ztrát na životech.[11]

### Červenec
16. července
- Perský záliv poblíž přístavu Džebel Ali: Americký tanker USNS Rappahannock (T-AO-204) (třída Henry J. Kaiser) zahájil palbu na indický rybářský člun, který se (i přes údajné varování) přiblížil k tankeru. Jeden Ind byl zabit a tři další zraněni. Indové tvrzení o varování popírají a tanker z místa incidentu odplul, aniž by poskytl první pomoc.[13]

31. července
- Mezinárodní námořní úřad (International Maritime Bureau ~ IMB) oznámil pokles pirátských útoků za první polovinu roku 2012 (177 incidentů oproti 266 incidentům za první polovinu roku 2011). Aktivita somálských pirátů klesla (ze 163 na 69 incidentů), ale vzrostla aktivita pirátů v Guinejském zálivu (z 24 na 32).[14]
- Během střeleckého cvičení na ruské výcvikové lodi Perekop (Перекоп, projekt 887) došlo k předčasné explozi jednoho z granátů. Jeden námořník zahynul a čtyři další byli zraněni.[15]

### Srpen
2. září
- Torpédoborec USS Porter (DDG-78) (třída Arleigh Burke) se v Hormuzském průlivu srazil s japonským tankerem Otowasan plujícím pod panamskou vlajkou.[16]

### Září
1. a 2. září
- Keňské námořnictvo opět ostřelovalo somálské přístavní město Kismaayo, největší somálské město držené militantními islamisty z aš-Šabábu.[17]

2. září
- Na ruské korvetě Soobrazitělnyj (1002) (Projekt 20380), kotvící před dánským Frederikshavnenem vypukl požár, který byl následně uhašen za pomoci norských a německých hasičů. Korveta se měla zúčastnit námořního cvičení DANEX-NOCO-2012, ale po požáru zamířila do svého domovského přístavu v Baltijsku.[18]

5. září
- Egyptská a německá vláda uzavřely dohodu o stavbě dvou ponorek typu 209 pro Egyptské námořnictvo.[19]

11. září
- Čína vyslala hlídkové lodě do oblasti ostrovů Senkaku/Tiaojü o jejichž svrchovanost se přetahují Japonsko s Čínskou lidovou republikou a Čínskou republikou. Japonsko předtím oznámilo úmysl tři z ostrovů koupit od soukromých vlastníků.[20]

25. září
- Námořnictvo Čínské lidové osvobozenecké armády zařadilo do operační služby svou první letadlovou loď Liao-ning. Jedná se nedokončenou letadlovou loď Varjag, sesterskou loď ruské Admiral Kuzněcov.[21]

28. září
- Keňské a somálské jednotky se vylodily u somálského města Kismaayo, které ovládal aš-Šabáb. Jednotky aš-Šabábu se z města stáhly.[22]

### Říjen
13. října
- Během cvičení u východního pobřeží Spojených států se raketový křižník USS San Jacinto (CG-56) (třída Ticonderoga) srazil s atomovou útočnou ponorkou USS Montpelier (SSN-765) (třída Los Angeles). Kolize se obešla bezeztrát na životech, křižník má poškozenou hrušku sonaru.[23]

20. října
- V americké loděnici Huntington Ingalls Industries (HII) shipyard v Pascagoule ve státě Mississippi byla na vodu spuštěna vrtulníková výsadková loď USS America (LHA-6). Ta je prototypovou jednotkou nové stejnojmenné třídy válečných lodí o výtlaku cca 45 000 tun.[24]

24. října
- Hr. Ms. Rotterdam (L 800), pilotní loď stejnojmenné třídy, potopila u somálského pobřeží motorovou plachetnici pirátů, kteří předtím zahájili palbu na výsadek vyslaný z Rotterdamu k provedení rutinní kontroly podezřelého plavidla. Jeden pirát byl zabit a dalších 25 zadrženo.[25]

26. října
- Česká briga La Grace najela na mělčinu u jihošpanělského Marbella. K nehodě došlo přibližně hodinu po půlnoci, když za silného větru povolila kotva.[26]

28. října
- V Ochotském moři se za bouře potopila nákladní loď Amurskaja vezoucí náklad 700 tun zlaté rudy. Možnou příčinou potopení je uvolnění nákladu. Všech devět členů posádky je nezvěstných.[27]
- Za bouře vyvolané hurikánem Sandy se u pobřeží Severní Karolíny potopila replika plachetnice HMS Bounty. Čtrnáct členů posádky bylo zachráněno, jedna zahynula a kapitán je nezvěstný.[28]

30. října
- U pobřeží Srí Lanky se převrátila a potopila vietnamská nákladní loď Saigon Queen (6500 DWT) přepravující náklad dřeva. Osmnáct členů posádky bylo zachráněno, čtyři – včetně kapitána – jsou nezvěstní.[27]

## Lodě vstoupivší do služby
- 13. ledna –  Hwang Dohyun (PKG 715) – hlídková loď třídy Gumdoksuri

- 6. února –  Iver Huitfeldt (F-361) – fregata třídy Iver Huitfeldt[29]

- 6. února –  Relámpago (P-43) – oceánská hlídková loď třídy Meteoro

- 10. března –  Sultan Moulay Ismail (614) – korveta třídy Sigma[30]

- 14. března –  Akizuki (DD-115) – torpédoborec třídy Akizuki[31]

- 16. března –  Kenrjú (SS-504) – ponorka třídy Sórjú[31]

- 19. března –  L'Adroit – oceánská hlídková loď třídy Gowind[32]

- 31. března –  USCGC Stratton (WMSL-752) – kutr pobřežní stráže třídy Legend[33]

- 4. dubna –  INS Chakra II – jaderná útočná ponorka Projektu 971[34]

- 14. dubna –  USCGC Bernard C. Webber (WPC-1101) – kutr třídy Sentinel

- 19. dubna –  HTMS Angthong (LPD-791) – výsadková loď třídy Endurance

- 20. dubna –  HMS Dragon (D35) – torpédoborec třídy Daring

- 21. dubna –  Friesland (P842) – oceánská hlídková loď třídy Holland[35]

- 23. dubna –  PNS Azmat – raketový člun stejnojmenné třídy[36]

- 23. dubna –  Kariña (PC-24) – oceánská hlídková loď třídy Guaiquerí

- 24. dubna –  USNS Medgar Evers (T-AKE-13) – zásobovací loď třídy Lewis and Clark[37]

- 27. dubna –  INS Teg (F45) – fregata třídy Talwar[38]

- 3. května –  INS Tannin – ponorka třídy Dolphin[39]

- 19. května –  USS San Diego (LPD-22) – výsadková loď kategorie Amphibious Transport Dock třídy San Antonio[40]

- červen –  Peter Willemoes (F-362) – fregata třídy Iver Huitfeldt

- červen –  Amazonas (P120) – oceánská hlídková loď třídy Amazonas

- 1. června –  Tenochtitlan (PC-331) a Teotihuacan (PC-332) – hlídková loď třídy Tenochtitlan

- 2. června –  USS Mississippi (SSN-782) – ponorka třídy Virginia

- 30. června –  ADV Ocean Shield – oceánské podpůrné plavidlo

- 19. července –  Tornado (P-44) – oceánská hlídková loď třídy Meteoro

- 21. července –  INS Sahyadri (F 49) – fregata projektu 17

- 3. srpna –  USCGC Richard Etheridge (WPC-1102) – kutr třídy Sentinel

- 30. srpna –  Seoae Ju Sǒngn-jǒng (DDG-993) – torpédoborec třídy Tchedžo Veliký

- 7. září –  Elephant (S11) – víceúčelová loď.

- 8. září –  Allal Ben Abdellah (615) – korveta třídy Sultan Moulay Ismail

- 22. září –  USS Fort Worth (LCS-3) – Littoral Combat Ship třídy Freedom

- 25. září –  Liao-ning (16) – letadlová loď třídy Admiral Kuzněcov

- 26. září –  Čchang-paj-šan (989) – Amphibious Transport Dock typu 071

- 6. října –  USS Michael Murphy (DDG-112) – torpédoborec třídy Arleigh Burke

- 24. října –  USNS Cesar Chavez (T-AKE-14) – zásobovací loď třídy Lewis and Clark

- listopad –  BGK-2148 – hydrografické plavidlo Projektu 19920[41]

- 3. listopadu –  USCGC William Flores (WPC-1103) – kutr třídy Sentinel

- 9. listopadu –  INS Tarkash (F46) – fregata třídy Talwar[42]

- 28. listopadu –  Dagestan – fregata Projektu 11661 / třídy Gepard[43]

- prosinec –  Apa (P121) – oceánská hlídková loď třídy Amazonas

- 5. prosince –  USNS Spearhead (JHSV-1) – rychlá transportní loď třídy Spearhead[44]

- 20. prosince –  Al Basra (401) a Al Fayhaa (402) – oceánské podpůrné lodě typu třídy Al Basra (RiverHawk OSV 60)[45]

- 26. prosince –  Seliger – hydrografické plavidlo Projektu 11982